# Queen (Nicki-Minaj-Album)
Queen ist das vierte Studioalbum der Rapperin Nicki Minaj und wurde am 10. August 2018 von Young Money Entertainment, Cash Money Records und Republic Records veröffentlicht. Es war Minajs erstes Album seit fast vier Jahren nach „The Pinkprint“ (2014). Die Aufnahmesitzungen mit einer Handvoll Produzenten für das Album begannen Ende 2016 und endeten im August 2018. Das Album enthält Gastbeiträge von den Rappern Eminem, Foxy Brown, Future, Swae Lee und Lil Wayne sowie von den Sängern Ariana Grande, Labrinth und The Weeknd.
Das Veröffentlichungsdatum des Albums wurde zweimal verschoben, bevor es schließlich eine Woche früher als geplant veröffentlicht wurde. „Queen“ wurde von vier Singles unterstützt: „Chun-Li“, „Bed“ mit Ariana Grande, „Barbie Dreams“ und einem Remix von „Good Form“ mit Lil Wayne. „FEFE“ wurde in den Streaming-Ausgaben des Albums in der Woche nach der Veröffentlichung hinzugefügt; sowohl „Chun-Li“ als auch „FEFE“ erreichten die Top Ten der US Billboard Hot 100. Um das Album weiter zu bewerben, startete Minaj ihr eigenes Live-Radioprogramm, Queen Radio (das auf Beats 1 ausgestrahlt wurde), trat mehrmals im Fernsehen auf, gab Live-Auftritte und begann schließlich im Februar 2019 die „The Nicki Wrld Tour“ mit Juice Wrld.
„Queen“ erhielt bei seiner Veröffentlichung im Allgemeinen positive Kritiken von Musikkritikern, die die Produktion des Albums lobten, aber seine Länge und mangelnde Richtung kritisierten. Es debütierte auf Platz 2 sowohl in den US Billboard 200 als auch in den Hip-Hop-Alben-Charts von Billboard mit zunächst verkauften 185.000 Album-Äquivalent-Einheiten (wovon 78.000 aus physischen Albumverkäufen stammten). Es erreichte Platz 5 in Irland, Platz 5 in den UK-Album-Charts (Platz 1 in den UK-R&B-Album-Charts), Platz 4 in Australien und Platz 2 in Kanada. Das Album platzierte sich in den Top Ten anderer Musikmärkte, wie Frankreich, den Niederlanden, Neuseeland, Norwegen und der Schweiz, und erreichte ebenfalls die Top 20 in Österreich, Belgien (Wallonien), Dänemark, Estland, Finnland, Deutschland, Italien, Spanien und Schweden. Das Album wurde im Januar 2019 von der RIAA mit Platin ausgezeichnet.

## Hintergrund und Entwicklung
In einem Interview im Oktober 2016, nach der Veröffentlichung ihres dritten Studioalbums „The Pinkprint“ (2014) und dem Abschluss der „The Pinkprint Tour“ im August 2015, wurde Minaj nach Details zu ihrem kommenden vierten Album gefragt. Sie antwortete: „Das Album ist so verdammt episch, aber es ist eine Reise, oder? Bevor mein erstes Album herauskam, war ich auf jedem Song dabei; ich hatte meine eigene Kampagne, ohne es zu realisieren. Jetzt muss ich noch ein paar Dinge für andere Leute fertigstellen.“ Während späterer Interviews behauptete Minaj, dass ihr viertes Studioalbum ihr „bestes Werk“ und „ein klassisches Hip-Hop-Album sein würde, das die Leute niemals vergessen werden,“ und dass es eine Ära ihrer Karriere bedeuten würde, die „eine Milliarde Mal epischer ist als alles, was 'Anaconda' hätte liefern können.“
Im Oktober 2017 erzählte Minaj dem T Magazine von ihrer Vision für das Album: „Klanglich weiß ich, wie das Album klingen wird; Ich weiß, was dieses Album für meine Fans bedeuten wird. Dieses Album ist alles in meinem Leben, was sich vollendet. [...] Jetzt kann ich euch sagen, was in den letzten zwei Jahren meines Lebens passiert ist. Ich weiß, wer ich bin. Ich werde mit diesem Album herausfinden, wer Nicki Minaj ist, und ich liebe sie.“

## Musik und Texte
„Queen“ ist ein Hip-Hop-Album, das auch Elemente von Trap, Dancehall, Reggae, Pop und R&B enthält. Der Eröffnungssong „Ganja Burn“ ist ein vom Reggae inspiriertes Pop-Stück, in dem Minaj ihre Position in der Musikindustrie verteidigt. Der nächste Song „Majesty“, mit Labrinth und Eminem, ist ein Pop-Rap-Song, der „unter veralteten Klavierakkorden, melodramatischen Streicherwogen und einem nervigen Gesangshook versinkt“. Der dritte Track, „Barbie Dreams“, sampelt den Song „Just Playing (Dreams)“ von Notorious B.I.G. aus dem Jahr 1994. Während Notorious B.I.G. über seine sexuelle Begierde nach beliebten R&B-Sängerinnen rappte, nimmt Minaj männliche Künstler aufs Korn, darunter Drake, Ex-Freund Meek Mill, Eminem, DJ Khaled, 50 Cent, Young Thug, Swae Lee, Lil Uzi Vert, Fetty Wap, Quavo, Desiigner, Future und YG. Minaj betonte, dass der Song nur auf Personen abzielt, die sie liebt, und behauptete, es sei eigentlich kein Diss-Track.
„Rich Sex“ mit Lil Wayne ist ein Trap-Song im Gegensatz zum R&B-Stück „Thought I Knew You“, das „eine der opulentesten Produktionen auf 'Queen'“ aufweist. In diesem Lied tragen The Weeknd, ein Gastkünstler auf dem Track, zur Klage über entfremdete Liebende bei, wobei The Weeknds „buttriger Tenor als perfekter Gegenpart zu [Minajs] klippem, Auto-Tuned-Rap und verzerrten Vocals“ dient. Swae Lee von dem Hip-Hop-Duo Rae Sremmurd ist ebenfalls auf dem Album vertreten. Brendan Klinkenberg von Rolling Stone ist der Meinung, dass Lee mit seinem „zarten Falsett“ auf diesem Track im Rampenlicht steht, während Minaj „klar abgegrenzte, schnelle Strophen“ liefert. Minaj benannte ihr Lied nach ihrem Kollaborateur und erklärt am Ende des Tracks den Hörern: „Ihr seid gerade mitten in 'Queen', und denkt/Ich sehe, warum sie das hier 'Queen' genannt hat/Diese B***h ist wirklich die verdammte Königin—ahh!“, bevor sie in ein wahnsinniges Lachen ausbricht.
Anschließend folgt die Lead-Single des Albums, „Chun-Li“. „Sir“ mit Future war einer von zwei Tracks, die nach der Veröffentlichung des Albums hinzugefügt wurden. Variety beschrieb „Come See About Me“ als „eine sanfte, geformte Ballade, die Minajs rap-singenden Romantizismus in einem opulenten Setting erlaubt.“ Foxy Brown ist in dem Track „Coco Chanel“ zu hören. Andree Gee von Uproxx behauptet, dass ihre Zusammenarbeit in dem „selbstbewussten“ Track „den Wurzeln beider Rapperinnen in Trinidad treu bleibt, wobei Dancehall-inspirierte Drums über bedrohlichen Tasten verschmelzen.“ Das Lied geht dann in den Abschlusstrack „Inspirations Outro“ über.

## Singles
Chun-Li
Am 12. April 2018 wurde Chun-Li zusammen mit dem Song Barbie Tingz veröffentlicht. Am 14. April wurde ein „Vertical Video“ hochgeladen und dann das offizielle Musikvideo veröffentlicht.
Bed
Bed ist die zweite Single des Albums und wurde am 14. Juni 2018 veröffentlicht. Nicki Minaj singt zusammen mit Ariana Grande.
Rich Sex
Am 11. Juni 2018 erschien die Promotion-Single Rich Sex mit Lil Wayne.
FEFE
FEFE erschien am 22. Juli 2018 und war eigentlich ein Feature von Nicki Minaj. Ab dem 12. August 2018 ist auf Tidal (Musikstreaming) und anderen Streamingplattformen eine Albumversion verfügbar, die FEFE enthält.
Barbie Dreams
Einige Tage nach der Veröffentlichung des Albums wurde Barbie Dreams als vierte Single veröffentlicht. Am 10. September erschien dazu ein Musikvideo, in dem Minaj den Song gemeinsam mit Puppen singt, die wie die Rapper aussehen, die sie im Song erwähnt, zum Beispiel den Mitrapper des Songs FEFE 6ix9ine.
Good Form (Remix)
Am 22. November kündigte Minaj auf Instagram und Twitter die Veröffentlichung eines Remixes ihres Album-Tracks Good Form an. Dieser wird am 29. November mit Lil Wayne veröffentlicht. Kurz vor Singleauskopplung war der Song bei vielen Preisverleihungen gespielt worden.
Zwei Tage davor wurden ein Trailer zum Musikvideo auf YouTube veröffentlicht.

## Titelliste
| Nr. | Titel                                 | Text | Produktion                                            | Länge |
| --- | ------------------------------------- | --- | ----------------------------------------------------- | ----- |
| 1   | Ganja Burn                            | Jeremy Reid, Onika Maraj und Jarius Mozee                                                                     | J. Reid                                               | 4:54  |
| 2   | Majesty (feat. Eminem & Labrinth)     | Onika Maraj, Timothy Mckenzie, Marshall Mathers, L. Resto                                                     | Eminem, Labrinth                                      | 04:55 |
| 3   | Barbie Dreams                         | Onika Maraj, Rashad Smith, Fred Wesley, Rivelino Wouter, Melvin Hough li, Christopher Wallace und James Brown | Rashad Smith, Mel and Mus                             | 04:39 |
| 4   | Rich Sex (feat. Lil Wayne)            | Jawara Headley, Jeremy Reid, Onika Maraj, Aubry Delaine und Dwayne Carter                                     | J. Reid, Aubry Delaine                                | 03:12 |
| 5   | Hard White                            | Onika Maraj, Brittany Hazzard, Matthew Samuels und Ramon Ibanga Jr.                                           | !IImind und Boi1da                                    | 03:13 |
| 6   | Bed (feat. Ariana Grande)             | Gamal Lewis, Dwayne Chin-Quee, Brett Bailey, Mescon David Asher, Onika Maraj und Ben Diehl                    | Dwayne Chin-Quee, Beats Bailey Messy und Ben Billions | 03:09 |
| 7   | Thought I Knew You (feat. The Weeknd) | Brittany Hazzard, Jeremy Reid, Ahmad Balshe, Abel Tesfaye, Onika Maraj                                        | J. Reid                                               | 03:18 |
| 8   | Run & Hide                            | Rex Kudo, Onika Maraj, Rupert Thomas Jr. Brittany Hazzard                                                     | Rex Kudo, Sevn Thomas                                 | 02:34 |
| 9   | Chun Swae (feat. Swae Lee)            | Leland Wayne, Onika Maraj, Khalif Brown                                                                       | Metro Boomin                                          | 06:10 |
| 10  | Chun-Li                               | Onika Maraj, Jeremy Reid                                                                                      | J. Reid und Nicki Minaj                               | 03:11 |
| 11  | LLC                                   | Jason Fox, Onika Maraj, Rasool Diaz, Wesley Dees                                                              | Sool, DJ Wes und JFK                                  | 03:41 |
| 12  | Good Form                             | Onika Maraj, Michael William, Asheton Hogan                                                                   | Pluss, Mike WiLL Made It                              | 03:19 |
| 13  | Nip Tuck                              | Jeremy Coleman, Daniel Johnson, June Nawakii, Onika Minaj, Brittany Hazzard                                   | Kane Beatz, JMIKE, June Nawakii                       | 03:27 |
| 14  | 2 Lit 2 Late Interlude                | Brittany Hazzard, ADAM KING FEENEY, Onika Maraj, Julian Gramma                                                | J. Gramm, Frank Dukes                                 | 00:55 |
| 15  | Come See About Me                     | Brittany Hazzard, Christopher Braide, Henry Walter, Onika Maraj                                               | Christopher Braide, Henry Walter                      | 04:06 |
| 16  | Sir (feat. Future)                    | Onika Maraj, Xavier Dotson, Leland Wayne, Nayvadius Wilburn                                                   | Zaytoven, Metro Boomin                                | 03:44 |
| 17  | Miami                                 | Douglas Patterson, Onika Maraj, Shane Lindstrom, Rasool Diaz                                                  | Sool, Murda Beatz                                     | 03:10 |
| 18  | Coco Chanel (feat. Foxy Brown)        | Ashely Bannister, Joshua Adams, Onika Maraj, Sonny Moore, Francis Dillon Hart, Inga Marchand                  | J Beatzz, Ashely Bannister                            | 03:45 |
| 19  | Inspirations Outro                    | Francis Dillon Hart, Sonny Moore, Joshua Adams, Onika Maraj, Ashley Bannister                                 | Ashley Bannister, J Beatzz                            | 00:58 |

### Bonus Titel
| Nr. | Titel                | Text                                        | Produktion           | Länge |
| --- | -------------------- | ------------------------------------------- | -------------------- | ----- |
| 20  | FEFE (feat. 6ix9ine) | Andrew Green, Daniel Hernandez, Onika Maraj | Murda Beatz, Cubeatz | 02:59 |

### Deluxe Titel
| Nr. | Titel                       | Länge |
| --- | --------------------------- | ----- |
| 20  | Good Form (feat. Lil Wayne) | 03:57 |

## Chartplatzierungen
| ChartsChartplatzierungen       | Höchstplatzierung | Wochen |
| ------------------------------ | ----------------- | ------ |
| Deutschland (GfK)              | 18 (5 Wo.)        | 5      |
| Österreich (Ö3)                | 19 (3 Wo.)        | 3      |
| Schweiz (IFPI)                 | 5 (5 Wo.)         | 5      |
| Vereinigtes Königreich (OCC)   | 5 (15 Wo.)        | 15     |
| Vereinigte Staaten (Billboard) | 2 (57 Wo.)        | 57     |